# Krissek Peak
Krissek Peak är en bergstopp i Antarktis. Den ligger i Östantarktis. Australien gör anspråk på området. Toppen på Krissek Peak är 2 209 meter över havet.
Terrängen runt Krissek Peak är varierad. Trakten är obefolkad. Det finns inga samhällen i närheten. 